# Le père Noël c't'un Québécois
Le Père Noël c't'un Québécois est une chanson de Joseph (Pierre Laurendeau), sortie en 1974. Elle fait partie des classiques de Noël au Québec,.
Les paroles traitent du Père Noël. Le refrain décrit son l'habillement :
Le papa, le pipi, le popo, le pupu
Le pé-père Noël c't'un québécois
Avec ses bas de laine
Pis son gros parka
Le père Noël c't'un québécois
Son sac de bébelles
Rempli de joies
Les couplets énumèrent les différents jouets que les membres d'une famille ont reçu.
En 2024, elle est considérée comme l'une des 16 chansons québécoises incontournables de Noël.